# Slightly Mad Studios
Slightly Mad Studios é uma desenvolvedora de jogos eletrônicos independente britânica com sede em Londres, Inglaterra. Em 12 de janeiro de 2009, a companhia adquiriu a Blimey! Games. Em setembro de 2009, a Slightly Mad Studios lançou Need for Speed: Shift, em parceria com a Electronic Arts.
A Slightly Mad Studios foi considerada a 17ª desenvolvedora mais bem-sucedida na lista Develop 100 em 2010.
O repertório de desenvolvimento da Slightly Mad Studios é composto em sua totalidade por vários jogos de corrida e simuladores. Em 2017, a Slightly Mad Studios lançou a sequência do simulador de corrida fundado pela comunidade Project CARS. Este título foi desenvolvido utilizando desenvolvimento baseado na comunidade, teste de pré-alfa, e financiamento coletivo, em uma tentativa de ultrapassar os custos normais de publicação. Este foi o primeiro título em uma série de jogos desenvolvidos de forma similar, e este processo é agora conhecido como "Mundo de Desenvolvimento em Massa", ou WMD, do inglês "World of Mass Development".
Em 2 de janeiro de 2019, o CEO e fundador da Slightly Mad Studios, Ian Bell, anunciou via Twitter que a companhia criaria seu próprio console, chamado Mad Box. Bell descreveu o console como "o console mais poderoso já construído", que seria capaz de executar jogos a uma resolução 4K nativa, a até 120 quadros por segundo, e com suporte à maioria dos maiores óculos de realidade virtual a 60 quadros por segundo por olho. É considerado que o console deverá ser equivalente a um "computador muito rápido daqui a dois anos". O lançamento do console está planejado para acontecer dentro dos próximos 3 anos. Junto com o seu console, Bell anunciou que a companhia também estaria enviando seu próprio motor de jogo de graça para os desenvolvedores. A Slightly Mad Games não pretende ter títulos exclusivos para seu console, mas isso estaria a cargo dos próprios desenvolvedores.
Slightly Mad Studios foi adquirida pela Codemasters, uma grande desenvolvedora e publicadora de jogos de corrida, em novembro de 2019 por aproximadamente R$ 124 milhões. A aquisição inclui os direitos à franquia Project CARS e um título ainda não anunciado.

## Jogos
| Ano  | Jogo                               | Publicadora                             |
| ---- | ---------------------------------- | --------------------------------------- |
| 2009 | Need for Speed: Shift              | Electronic Arts                         |
| 2011 | Shift 2: Unleashed                 | Electronic Arts                         |
| 2012 | Test Drive: Ferrari Racing Legends | Rombax Games                            |
| 2013 | Biker Bash                         | Slightly Mad Studios                    |
| 2015 | Project CARS                       | Slightly Mad Studios Bandai Namco Games |
| 2016 | Red Bull Air Race: The Game        | Wing Racers Sports Games                |
| 2017 | Project CARS 2                     | Bandai Namco Games                      |
| 2020 | Project CARS 3                     | Bandai Namco Games                      |

## Ligações Externas
- Slighty Mad Studios